# Dariusz Stach
Dariusz Stach (ur. 11 stycznia 1969 w Siemianowicach Śląskich) – polski aktor teatralny i dubbingowy, rzadko występujący przed kamerą. Jest związany z Teatrem Korez w Katowicach.

## Role w teatrze

### Teatr Korez w Katowicach
- Detlev w „Cholonek, czyli dobry Pan Bóg z gliny” reż. Robert Talarczyk. Mirosław Neinert (2004)
- Antoś w „Biesiada z premedytacją wg Witolda Gombrowicza” reż. Piotr Warszawski (2003)
- Serge w „Sztuka” reż. Andrzej Celiński (2001)
- Tfurca w „Homlet” reż. Andrzej Celiński (1999)
- ?? w „Kwartet dla 4 aktorów” reż. zespół pod kierownictwem Mirosława Neinerta (1992)
- ?? w „Scenariusz dla trzech aktorów” reż. zespół (1990)

### Występy gościnne
- ?? w „Dymitr Samozwaniec” wspólnie z Teatrem Ludowym w Krakowie
- Robal w „Testosteron” wspólnie z Teatrem Polskim w Bielsku-Białej

## Polski dubbing
- 2009: Zeke i Luther
- 2008: Iron Man: Armored Adventures
- 2008: Transformers Animated – Dziecko
- 2007: Iggy Arbuckle – Spiff
- 2007: Monster Buster Club –
  - Ralf,
  - Glutin/Klejak,
  - Brian/Pancerklejak,
  - Wedge/Jaszczur
- 2006-2007: Pucca – Dada
- 2006-2007: Planeta Sketch
- 2006: Szkoła Shuriken –
  - Zumichito,
  - Yota
- 2004-2006: Mroczna przepowiednia –
  - Hutch,
  - Alter Hutch (odc. 1),
  - Mroczny Pan (odc. 2),
  - jeden z Alter druidów (odc. 2),
  - Rob (odc. 9)
- 2003-2006: Sonic X –
  - Pan Tanaka,
  - Bocoe,
  - Danny,
  - Różne głosy
- 2002-2006: MegaMan NT Warrior – Lan
- 2002-2006: Dziwne przypadki w Blake Holsey High –
  - Stewart „Stew” Kubiak,
  - Julian (odc. 5),
  - Jarrod (odc. 19, 23)
- 2002: Wunschpunsch –
  - Maurycy,
  - Palec w zegarze,
  - Różne głosy
- 2001-2002: Król szamanów – Trey
- 2001-2008: Odlotowe agentki – różne głosy (oprócz sezonu czwartego)
- 2001: Nowe przygody Lucky Luke’a –
  - Averell Dalton,
  - Różne głosy
- 2000-2001: Wyścigi NASCAR –
  - Carlos „Stunts” Rey,
  - Diesel „Junker” Spitz
- 1998: Jerry i paczka –
  - Frank,
  - Roy Johnson
- 1987: Mali czarodzieje – Żołnierze

## Reżyseria dubbingu
- 2009: Zeke i Luther
- 2003-2005: Bobobō-bo Bō-bobo
- 2001-2008: Odlotowe agentki (odc. 118-130)

## Twórca kolaży
- 2005: Wystawa prac w Teatrze Korez